# Masters de París 1982
El Abierto de París 1982 fue un torneo de tenis jugado sobre moqueta. Fue la edición número 14 de este torneo. Se celebró entre el 25 de octubre y el 1 de noviembre de 1982. 

## Campeones

### Individuales masculinos
Wojciech Fibak vence a  Bill Scanlon 6–2, 6–2, 6–2.

### Dobles masculinos
Brian Gottfried /  Bruce Manson vencen a  Jay Lapidus /  Richard Meyer, 6–4, 6–2.
| Predecesor: París 1981 | Masters de París 1982 | Sucesor: París 1986 |